# ZrT TrackMania Cup 2021
 (mai 2022).
Si vous disposez d'ouvrages ou d'articles de référence ou si vous connaissez des sites web de qualité traitant du thème abordé ici, merci de compléter l'article en donnant les références utiles à sa vérifiabilité et en les liant à la section « Notes et références ».
La ZrT TrackMania Cup 2021 est la neuvième édition de la ZrT TrackMania Cup, la compétition internationale d'esport annuelle sur le jeu TrackMania organisée par ZeratoR. Les qualifications ont lieu les 17 et 18 juillet 2021 et la grande finale a eu lieu le 29 juillet 2021.
La finale de l'édition 2021 était initialement prévue à l'Accor Arena mais, en raison de la pandémie de Covid-19, ZeratoR annonce le report de l'édition à l'Accor Arena au 4 juin 2022. La finale aura tout de même lieu face à un public réduit de 200 personnes.
Cette édition 2021, qui est la première édition se jouant en trio, verra l'équipe Papaleak (composée de Aurel, Papou et Gwen) s'imposer en finale face aux équipes BS+ (Glast, Dofault et Snow) et MINT (Legu, Tricky et Tjalic).

## Circuits
Pour cette édition, ZeratoR a réalisé 13 circuits :
| Nom                             | Record du monde       |
| ------------------------------- | --------------------- |
| #1 - Eau Aime Jet               | 00:41.340 ( Gwen)     |
| #2 - Eau Bord D'Elle            | 00:47.090 ( CarlJr)   |
| #3 - Eau Rage                   | 01:36.812 ( Gwen)     |
| #4 - Eau'Bscurité               | 00:46.026 ( Gwen)     |
| #5 - Eau Plate Eau Riz "Zontal" | 00:41.838 ( Vulnerra) |
| #6 - Eau A6                     | 00:54.912 ( Gwen)     |
| #7 - Eau Rouget Noir            | 00:48.721 ( Gwen)     |
| #8 - Eau'Rgueil Trap            | 00:46.074 ( Gwen)     |
| #9 - Eau Zera Lent Tir          | 00:51.069 ( Gwen)     |
| #10 - Eau'Re Saison             | 00:50.182 ( Gwen)     |
| #11 - Eau Secours               | 00:16.643 ( Gwen)     |
| #12 - Eau Lait Retour           | 00:48.154 ( Gwen)     |
| #13 - Eau Final                 | 00:40.310 ( Gwen)     |

## Compétition[4]

### Qualifications
| Tour                | Mode        | Format                      | Trios en lice | Trios qualifiés au tour suivant |
| ------------------- | ----------- | --------------------------- | ------------- | ------------------------------- |
| Round #1            | Time Attack | Classement général          | 426           | 426 (qualification du top 729)  |
| Round #2            | Rounds      | 27 poules de 15 ou 16 trios | 426           | 243 (top 9 de chaque poule)     |
| Round #3            | Rounds      | 9 poules de 27 trios        | 243           | 81 (top 9 de chaque poule)      |
| Huitièmes de finale | Rounds      | 9 poules de 9 trios         | 81            | 27 (top 3 de chaque poule)      |
| Quarts de finale    | Rounds      | 3 poules de 9 trios         | 27            | 9 (top 3 de chaque poule)       |

### Grande Finale
| Chapeau 1                                                                                             | Chapeau 2                                                                                               | Chapeau 3 |
| --- | --- | --- |
| Papaleak : - Gwen - Aurel - Papou Team YAA : - Yannex - Acide - akross BS+ : - Glast - Snow - Dofault | KCB : - KennyStream - CarlJr. - Bren MMS : - Micka - MimoJr. - Sam MINT : - Tjalic.BS - Legu18 - TRICKY | Woobi : - Wosile - LIL_Worker - IZI.Binkss WARTHOX : - Ayako - Rin.tm - Otaaaq Les Crooks : - Heav - Badlulu - Alfadream00 |

#### Demi-finales
Les demi-finales se sont jouées en format Coupe. Dans ce format, le joueur doit au fil des courses obtenir 100 points, ce qui lui permet d'obtenir le statut de Finaliste. Le barème des points est le suivant : 1er = 10 pts / 2e = 8 pts / 3e = 7 pts / 4e = 6 pts / 5e = 5 pts / 6e = 4 pts / 7e = 3 pts / 8e = 2 pts / 9e = 1 pt.
Une fois le statut de finaliste atteint, le joueur doit finir premier d'une course pour obtenir le statut de Vainqueur.
Pour qu'une équipe se qualifie, ses trois joueurs doivent atteindre le statut de Vainqueur.

##### Demi-finale 1
| Rang | Equipe     | Score        |
| ---- | ---------- | ------------ |
| 1    | Papaleak   | 3 vainqueurs |
| 2    | MMS        | 263 pts      |
| 3    | Les Crooks | 221 pts      |

| Rang | Joueur      | Points    |
| ---- | ----------- | --------- |
| 1    | AurelTM     | Vainqueur |
| 2    | Gwen_TM     | Vainqueur |
| 3    | Papou.      | Vainqueur |
| 4    | Sam_TM      | 99        |
| 5    | Micka_TM    | 92        |
| 6    | Heav.TM     | 83        |
| 7    | Badlulu     | 74        |
| 8    | MimoJr.     | 72        |
| 9    | Alfadream00 | 64        |

##### Demi-finale 2
| Rang | Equipe   | Score                      |
| ---- | -------- | -------------------------- |
| 1    | MINT     | 3 vainqueurs               |
| 2    | Woobi    | 2 vainqueurs & 1 finaliste |
| 3    | Team YAA | 3 finalistes               |

| Rang | Joueur     | Points    |
| ---- | ---------- | --------- |
| 1    | WosileTM   | Vainqueur |
| 2    | TRICKY     | Vainqueur |
| 3    | LIL_Worker | Vainqueur |
| 4    | Legu18     | Vainqueur |
| 5    | Tjalic.BS  | Vainqueur |
| 6    | Acide.     | Finaliste |
| 6    | IZI.Binkss | Finaliste |
| 6    | YannexTM   | Finaliste |
| 6    | akross.    | Finaliste |

##### Demi-finale 3
| Rang | Equipe  | Score                 |
| ---- | ------- | --------------------- |
| 1    | BS+     | 3 vainqueurs          |
| 2    | WARTHOX | 2 finalistes + 82 pts |
| 3    | KCB     | 2 finalistes + 78 pts |

| Rang | Joueur      | Points    |
| ---- | ----------- | --------- |
| 1    | Snow.BS     | Vainqueur |
| 2    | Dofault.BS  | Vainqueur |
| 3    | Glast.BS    | Vainqueur |
| 4    | CarlJr.     | Finaliste |
| 4    | Otaaaq      | Finaliste |
| 4    | Rin.tm      | Finaliste |
| 4    | BrenTM      | Finaliste |
| 8    | Ayako       | 82        |
| 9    | KennyStream | 78        |

#### Finale
La Finale s'est jouée en format Coupe, comme pour les demi-finales. Cependant, le nombre de points à atteindre pour devenir Finaliste est de 120 (contre 100 en demi-finale). Le barème des points est le suivant : 1er = 10 pts / 2e = 8 pts / 3e = 7 pts / 4e = 6 pts / 5e = 5 pts / 6e = 4 pts / 7e = 3 pts / 8e = 2 pts / 9e = 1 pt.
Une fois le statut de finaliste atteint, le joueur doit finir premier d'une course pour obtenir le statut de Vainqueur.
Pour gagner la finale, les trois joueurs d'une équipe doivent atteindre le statut de Vainqueur.
| Rang               | Équipe   | Score                 | Récompense |
| ------------------ | -------- | --------------------- | ---------- |
| Médaille d'or      | Papaleak | 3 vainqueurs          | 1010€      |
| Médaille d'argent  | BS+      | 1 finaliste + 223 pts | 505€       |
| Médaille de bronze | MINT     | 1 finaliste + 202 pts | 252,5€     |

| Rang | Joueur     | Points    |
| ---- | ---------- | --------- |
| 1    | AurelTM.   | Vainqueur |
| 2    | Papou.     | Vainqueur |
| 3    | Gwen_TM    | Vainqueur |
| 4    | Glast.BS   | Finaliste |
| 4    | Legu18     | Finaliste |
| 6    | Dofault.BS | 119       |
| 7    | Tricky     | 106       |
| 8    | Snow.BS    | 104       |
| 9    | Tjalic.BS  | 96        |